# サーマッラーの大モスク
サーマッラーの大モスク（アラビア語: جَامِع سَامَرَّاء ٱلْكَبِيْر、ローマ字:Jāmiʿ Sāmarrāʾ Al-Kabīr）は、イラクのサーマッラーにあるモスク。アッバース朝の10代目カリフであるムタワッキルによって建設された。1278年にフレグ率いるモンゴル軍に破壊され外壁とミナレットを残すのみとなったが、今日に残る世界中のモスクで最も大きな面積を持つ。また、このモスクは2007年に国際連合教育科学文化機関によって世界遺産に登録された「都市遺跡サーマッラー」に含まれている。ムタワッキルのモスクとも呼ばれる。

## 歴史

### サーマッラーへの遷都
アッバース朝の第8代カリフであるムウタスィムは、自らの親衛隊として即位前から3,000から4,000騎ほどのトルコ人マムルークを所有しており、カリフに即位するとこれを7,000騎にまで増やした。しかし、ムウタスィムのトルコ人マムルークたちは都であるバグダードにおいて乱暴や狼藉を働き、バグダード市民からは嫌悪されていた。また、マムルークの存在はホラーサーン軍からも反発を招いた。
即位の3年後である836年、ムウタスィムはバグダード市民やホラーサーン軍からマムルークを守るべく、彼らを引き連れてバグダードの北方140から150キロメートルの所にあるサーマッラーに遷都した。

### モスクの建設
ムウタスィムの2代後、第10代カリフであるムタワッキルの時代にサーマッラーでは大規模な都市建設が行われた。カリフの宮殿や貴族の邸宅などが建設され、この中で848年または849年から852年にかけてサーマッラーの大モスクが建設された。

### 放棄
サーマッラーは東西貿易の幹線道路から外れていたことなどを理由としてバグダードほどの繁栄は見せなかった。892年、カリフであるムータミドはサーマッラーからバグダードに都を戻した。これによってサーマッラーの繁栄は失われ、やがて大部分が廃墟となった。

### 調査
1907年、フランス人建築家であるViolletによって結成された調査団は調査のためサーマッラーに入った。しかし彼らの調査はカリフの宮殿のみに終わった。翌年、ドイツ人研究者のErnst Herzfeldらによる調査団がサーマッラーに入り、第1次世界大戦による中断を挟みながらサーマッラーの大モスクなどの建築物を調査した。
1936年から1939年にかけてはイラク人らによる調査が行われた。1940年にはサーマッラーの大モスクなどの修復作業が始まった。その後20年に渡り、モスクやミナレットの修復作業が続けられた。

### 現在まで
2003年、サーマッラーの大モスクは多国籍軍によって無傷で占領された。これ以降、モスクの保全作業は停止された。2005年にはモスクのミナレットの頂上が砲撃によって破壊された。
2007年にはモスクはUNESCOの世界遺産に登録された。

## 建築

### モスク本体

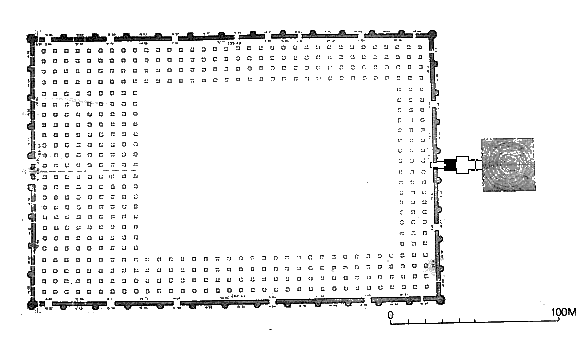
モスクの見取り図。左側がマッカの方向にあたる。

モスクの本体の大きさは縦が240メートル、横が160メートルあり、総面積はおよそ38,000平方キロメートルである。これは世界中のモスクのなかで最も大きい面積である。また、中庭は縦160メートル、横100メートルである。ただし、モスクの内部は完全に崩れ落ちており、現在モスクに残っているのは本体の外壁のみである。
外壁は厚さが2.65メートルで、四隅には塔がある。東西に8個、南北に12個、塔状になっている半円形の張り出し部分があり、16個の入り口がある。
発掘調査によると、モスクの内部には東西両側に4列、北側に3列、ミフラーブがある主礼拝空間である南側には9列の列柱があった。モスクの建設資材は主に焼き煉瓦である。モスクの内部は豪華なモザイクで覆われていたと考えられている。

### 外壁
本体の外壁のさらに外側には縦443メートル、横376メートルにわたるもう1つの外壁が存在した。また、ジャーダと呼ばれる、この外壁と本体の外壁の間の空間にはさらにもう1つの壁の跡があり、これは縦350メートル、横266メートルにわたる。このように何枚もの外壁があった理由は分かっていない。

### ミナレット
キブラとは反対側である北側には螺旋状のミナレットが存在する。このミナレットはアラビア語で螺旋を意味する「マルウィーヤとも呼ばれる。高さは52メートルで、幅は33メートルある。
螺旋からはミナレットに登ることが可能になっており、かつてムタワッキルは驢馬の背中に乗ってよく上まで登っていたという。
このミナレットは古代バビロニアのジグラットをモデルにしたという意見があり、羽田 (2016)は、もしそれが事実ならば、イスラーム以前の伝統的な建築様式や技法がイスラーム建築に取り入れられた好例であるとしている。

## 影響
カイロにあるイブン・トゥールーン・モスクの建築はサーマッラーの大モスクの影響を受けた。イブン・トゥールーン・モスクの建築を命じたイブン・トゥールーンの父はトルコ人奴隷かつアッバース朝カリフの近衛長官であり、イブン・トゥールーンはサーマッラーで生活していた。879年に完成したイブン・トゥールーン・モスクは、サーマッラーの大モスクとほぼ同じ素材、様式で建設された。また、明り取りの窓やアーチなどの装飾もサーマッラーの大モスクから影響を受けている。
ミナレットもまたマルウィーヤから影響を受けた。しかし、マルウィーヤが円柱であるのに対し、イブン・トゥールーン・モスクのミナレットは角柱である。

## 世界遺産登録
サーマッラーの大モスクはマルウィヤ・ミナレットと共に2007年に世界遺産に登録されたが、当時のイラクの政情下では維持や保存活動が困難であるとされ、世界遺産登録と同時に危機にさらされている世界遺産に登録された。

### 登録基準
この世界遺産は世界遺産登録基準のうち、以下の条件を満たし、登録された（以下の基準は世界遺産センター公表の登録基準からの翻訳、引用である）。
- (2) ある期間を通じてまたはある文化圏において、建築、技術、記念碑的芸術、都市計画、景観デザインの発展に関し、人類の価値の重要な交流を示すもの。
- (3) 現存するまたは消滅した文化的伝統または文明の、唯一のまたは少なくとも稀な証拠。
- (4) 人類の歴史上重要な時代を例証する建築様式、建築物群、技術の集積または景観の優れた例。

## ギャラリー

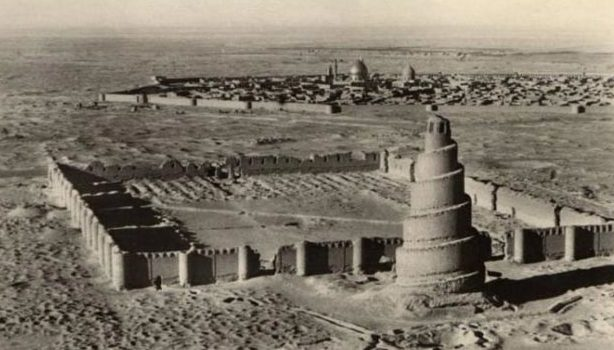
モスクの遠景
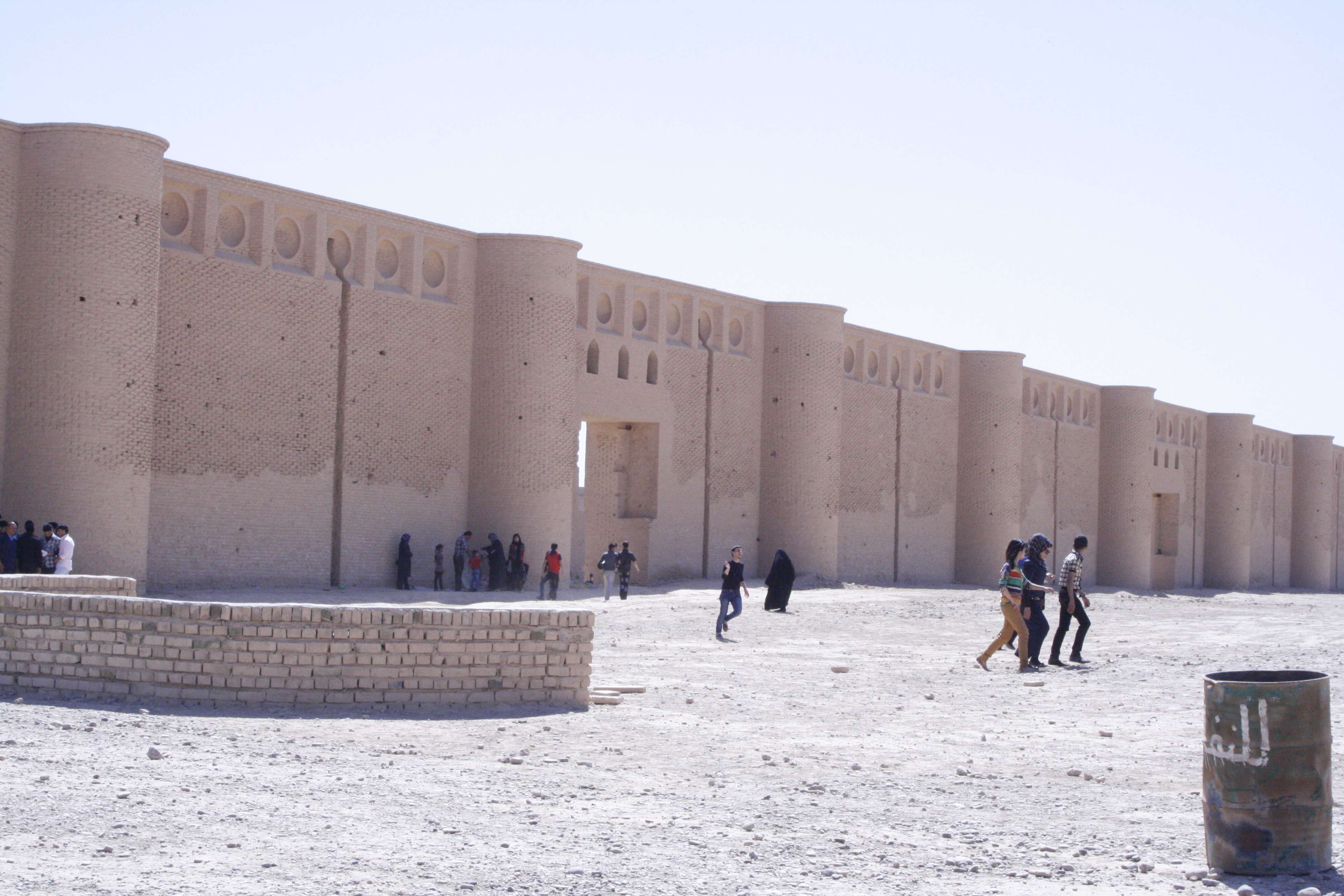
モスクの外壁
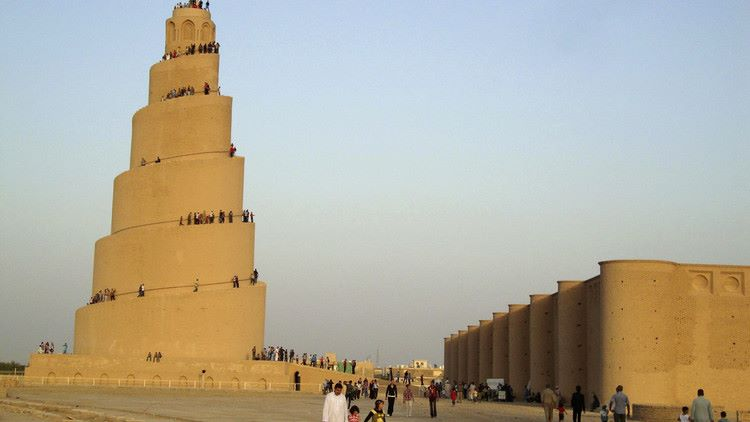
マルウィヤ・ミナレットに登る観光客
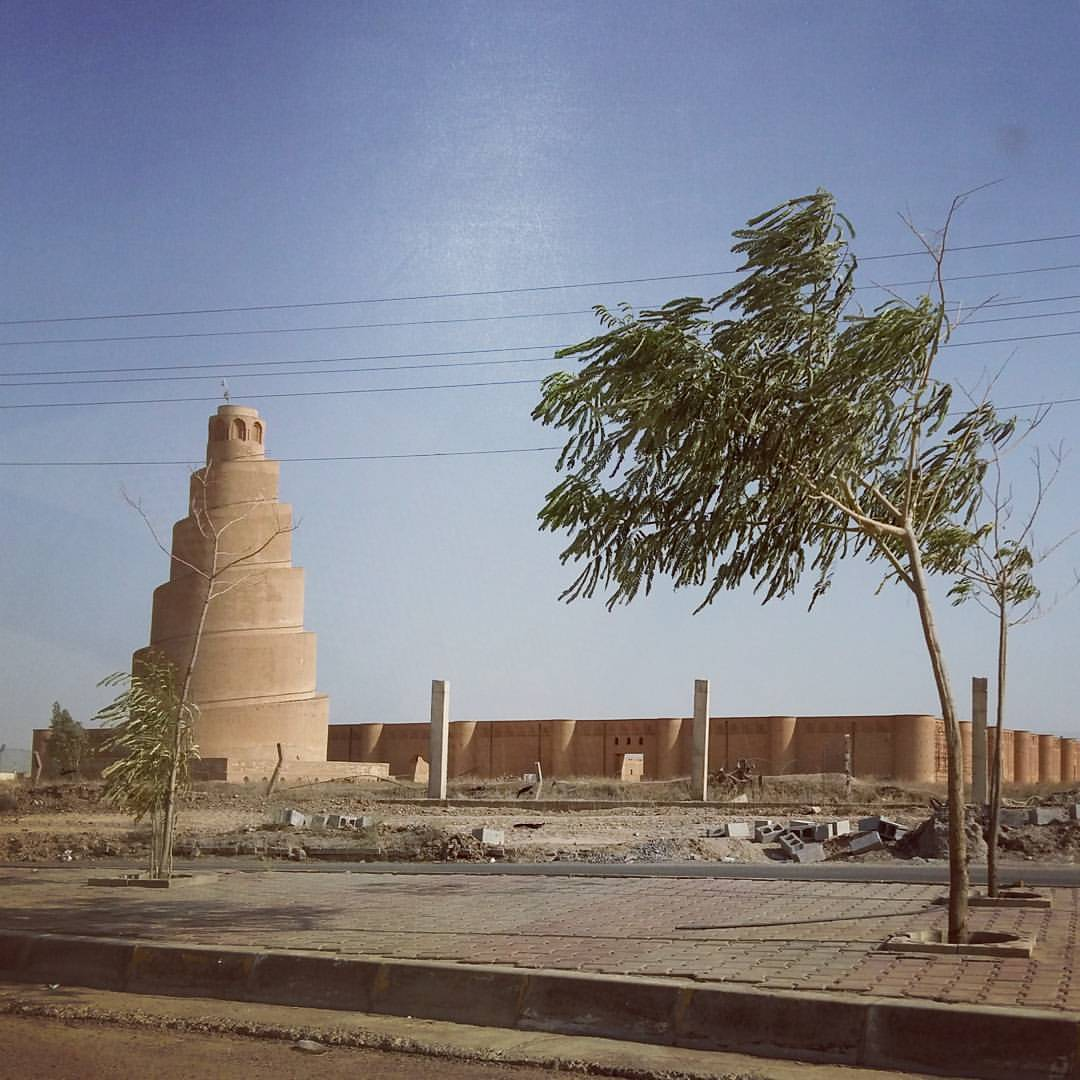
北側からモスクを望む